# Elección al Senado de los Estados Unidos en Dakota del Norte de 2022
Las elecciones al Senado de los Estados Unidos de 2022 en Dakota del Norte se llevaron a cabo el 8 de noviembre de 2022 para elegir a un miembro del Senado de los Estados Unidos que represente al estado de Dakota del Norte. 
El republicano titular John Hoeven fue elegido por primera vez en 2010 con el 76% de los votos y ganó la reelección en 2016 con el 78,5% de los votos. Busca la reelección para un tercer mandato.